# 约瑟夫城 (维也纳)

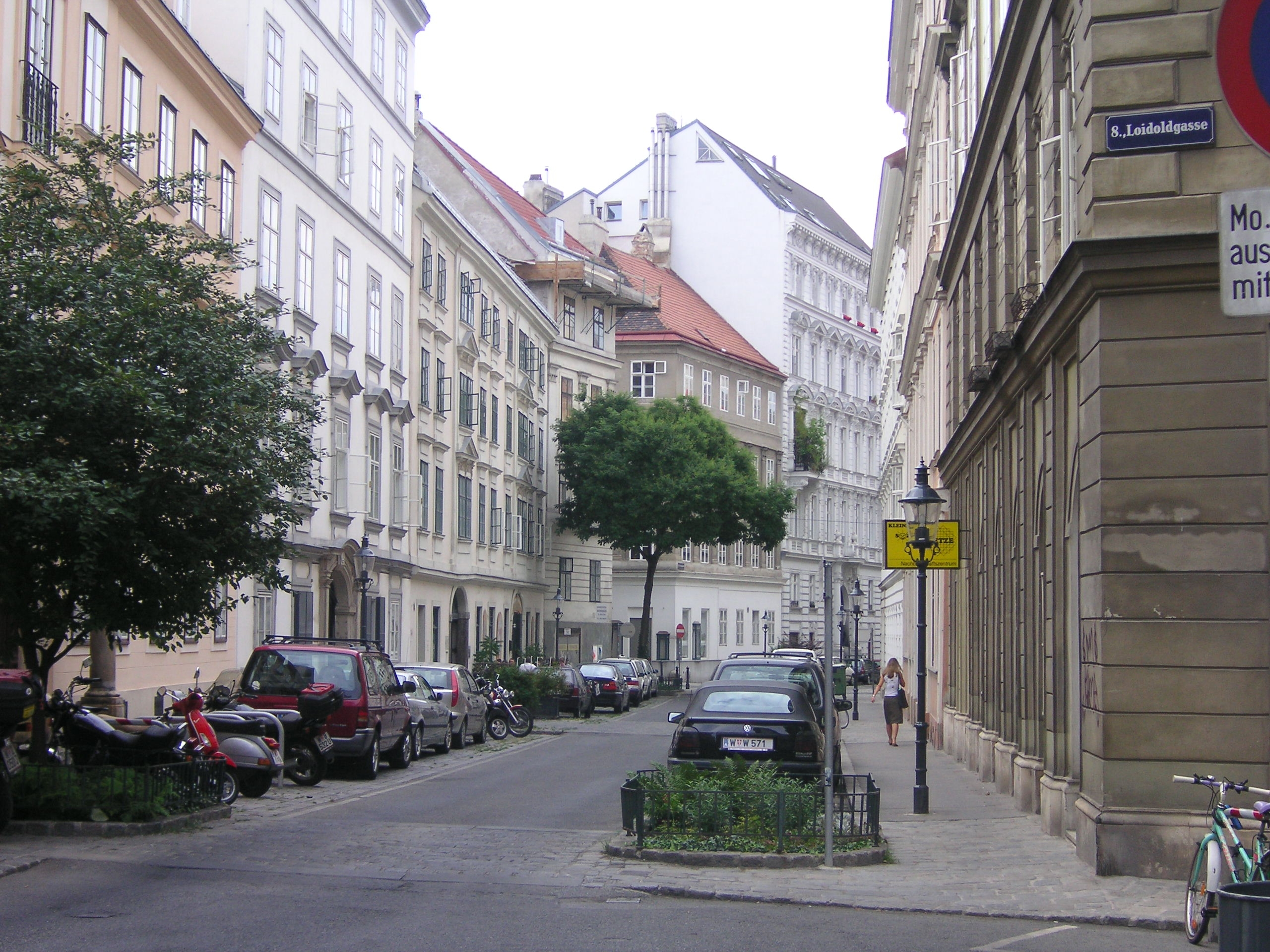
住宅区的莱瑙街（Lenaugasse），得名于尼科劳斯·莱瑙

约瑟夫城（Josefstadt）是奥地利维也纳的第八区，成立于1850年，但是后来边界有所调整。该区紧邻中心区，面积1.08 km²，是维也纳面积最小的一个区。该区人口密度很大，有许多住宅，人口22,057人（2001年）。
约瑟夫城是一个中产阶级街区，大部分市长和奥地利现任总统海因茨·菲舍尔都居住于此。由于邻近维也纳大学，许多学生也住在该区。